# Xã Allegheny, Quận Blair, Pennsylvania
Xã Allegheny (tiếng Anh: Allegheny Township) là một xã thuộc quận Blair, tiểu bang Pennsylvania, Hoa Kỳ. Năm 2010, dân số của xã này là 6.738 người.